# Shunzhi
Shunzhi (Shenyang, 15 marzo 1638 – Pechino, 5 febbraio 1661) fu imperatore della Cina della dinastia Qing; fu il primo imperatore Qing a governare su tutta la Cina, strappandola definitivamente dal controllo della dinastia Ming.

## Biografia

### I primi anni
Shunzhi aveva appena 7 anni quando venne proclamato imperatore dell'Impero Qing alla morte di suo padre, un impero che comprendeva solo una parte dell'attuale Cina e che si era formato in opposizione al governo della dinastia Ming. I popoli Manchù, di cui suo padre era stato a capo sino alla sua morte nel 1643, occuparono la città di Pechino nel giugno del 1644 e nell'ottobre di quello stesso anno lo zio di Shunzhi, il principe reggente Dorgon, proclamò la legittimità della dinastia Qing a succedere alla dinastia Ming. Anche se Shunzhi non fu effettivamente il fondatore della dinastia Qing egli fu però il primo Qing a regnare sulla Cina intera.
Durante il primo anno di regno, Dorgon prese la controversa decisione di costringere tutti i cinesi di etnia Han che occupavano precedentemente i territori dei Ming, sotto la pena di morte, ad adottare i costumi e il modo di vestire manchù, che includevano il taglio dei capelli sulla fronte e il resto della capigliatura doveva essere raccolto in una coda sul retro. Per i manchù questa politica aveva un doppio scopo: riconoscere i cinesi sottoposti al loro governo e quelli stranieri e soprattutto serviva come atto di sottomissione del popolo conquistato, il che andava inoltre contro il confucianesimo tradizionale..
La madre di Shunzhi era l'Imperatrice Xiaozhuang, un'eccellente politicante del suo periodo. Il giovane imperatore era completamente disgustato dalla campagna di sottomissione violenta organizzata da suo zio e quando questi morì nel 1650, Shunzhi privò suo fratello di tutti i titoli acquisiti e di tutti i benefici, anche se all'epoca aveva appena 17 anni.

### Il breve regno
Durante il suo breve regno, l'Imperatore Shunzhi incoraggiò al contrario di suo zio l'etnia Han a partecipare alle attività di governo e volle che fosse uno studioso di etnia Han a occuparsi dell'istruzione dei suoi figli e si servì di Johann Adam Schall von Bell 湯若望, un gesuita tedesco, come suo consigliere e studioso di astronomia, concendendogli il libero accesso a tutti i palazzi imperiali.	

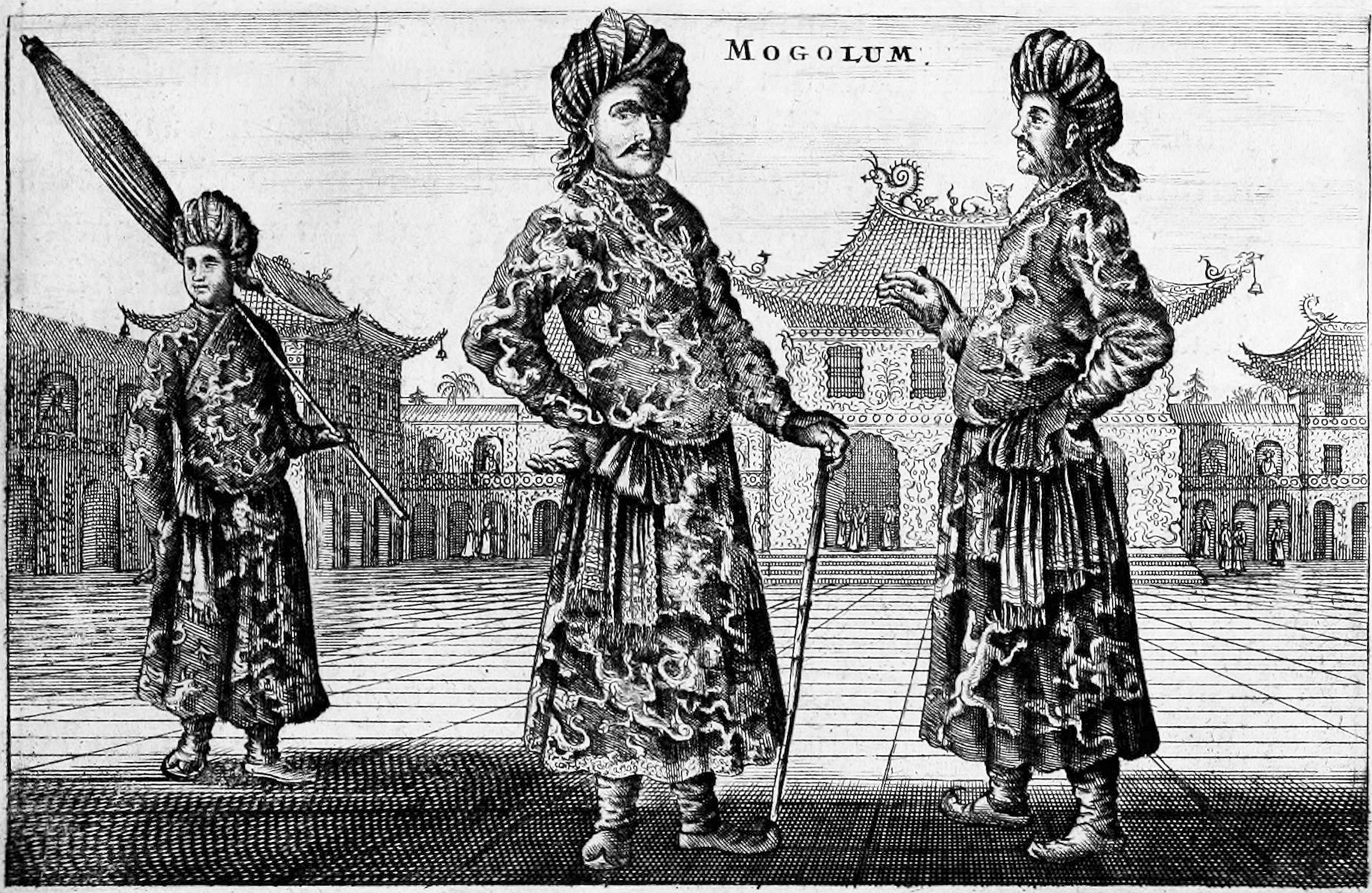
L'ambasceria moghul vista da visitatori olandesi a Pechino nel 1656.

L'Imperatore sposò la nipote di sua madre, ma lasciò di fatto a vita propria l'Imperatrice già alcuni anni dopo. Nel 1661, la concubina favorita di Shunzhi, Donggo, morì nel tentativo di dare alla luce un figlio. Shunzhi contrasse poco dopo il morbillo e morì durante quella che era sembrata una convalescenza. Prima di morire, egli nominò quattro reggenti in nome di Xuanye, suo maschio primogenito (ancora in età minorile): Oboi, Sonin, Suksaha e Ebilun.
Secondo le fonti ufficiali Shunzhi morì nel 1661, ma secondo altre teorie storiche egli avrebbe preferito lasciare il palazzo imperiale per divenire un monaco. Ad ogni modo il suo corpo venne sepolto nelle tombe Qing, a 125 chilometri ad est di Pechino, nel mausoleo di Xiaoling (孝陵).

## Famiglia

### Consorti
1. Imperatrice Suoerna, del clan Borjigit, nipote di Xiao Zhuang Wen
2. Imperatrice Xiao Hui Zhang (孝惠章皇后); manchu (m. 1718) del clan Borjigit, creata imperatrice nel 1654
3. Concubina ? del clan Tunggiya (1640–1663)
4. Concubina Donggo, del clan Donggo (m. 1660)

### Figli

#### Maschi
1. Yinti (牛鈕)
2. Fuquan (福全)
3. Xuanye (玄燁)
4. Un figlio morto prima di ricevere il nome
5. Changning (常寧)
6. Jishou (奇綬)
7. Longxi (隆禧)
8. Yonggan (永干)

#### Femmine
1. ? (1652–1653)
2. ? (1653–1685), creata principessa Gongque (和硕恭悫长公主).
3. ? (1653–1658)
4. ? (1654–1661)
5. ? (1654–1660)
6. ? (1657–1661)

#### Figlie adottate
1. Principessa Heshun
2. Principessa Roujia
3. Principessa Duanmin